# Довер (Њу Џерзи)
Довер (енгл. Dover) град је у америчкој савезној држави Њу Џерзи. По попису становништва из 2010. у њему је живело 18.157 становника.

## Демографија
Према попису становништва из 2010. у граду је живело 18.157 становника, што је 31 (0,2%) становника мање него 2000. године.
| Група             | 2000.          | 2010.          |
| Белци             | 5.937 (32,6%)  | 4.071 (22,4%)  |
| Афроамериканци    | 1.242 (6,8%)   | 1.108 (6,1%)   |
| Азијати           | 450 (2,5%)     | 461 (2,5%)     |
| Хиспаноамериканци | 10.539 (57,9%) | 12.598 (69,4%) |
| Укупно            | 18.188         | 18.157         |